# PokéPark 2: Wonders Beyond
PokéPark 2: Wonders Beyond (ポケパーク2 ＢＷ ビヨンド・ザ・ワールド Poké Park 2: BW - Beyond the World) là một trò chơi Pokémon dành cho Wii. Trò chơi được phát hành ở Nhật Bản vào ngày 12 tháng 11 năm 2011 ở Bắc Mỹ vào ngày 27 tháng 2 năm 2012, ở châu Âu vào ngày 23 tháng 3 năm 2012
Đây là phần tiếp theo của PokéPark Wii: Pikachu's Adventure. Trò chơi chủ đề này bao gồm nhiều loài Pokémon từ hệ 1 cho đến hệ 5.

## Diễn viên lồng tiếng
Tất cả diễn viên lồng tiếng phiên bản tiếng Anh cho trò chơi này là: James Carter Cathcart, Dan Green, Jason Griffith, Eli James, Emily Jenness, Michele Knotz, Sarah Natochenny, Lisa Ortiz, Bill Rogers, Kayzie Rogers, Alyson Leigh Rosenfeld, Sean Schemmel, Erica Schroeder, Eileen Stevens, Marc Thompson, Tom Wayland, Tim Werenko, Scott Williams, IŌtani Ikue.
Diễn viên lồng tiếng phiên bản tiếng Nhật cho trò chơi là Nishimura Chinami, Sato Kensuke, Furushima Kiyotaka, Yukino Satsuki, Miki Shinichiro, Miyake Kenta và Takahashi Chiaki.

## Phản hồi
Giống như trò chơi đầu tiên, trò chơi này nhận được nhiều đánh giá khả quan. Nintendo Power cho 5.5/10, IGN cho trò chơi 6.5/10.